# Канарниця сіроголова
Канарниця сіроголова (Culicicapa ceylonensis) — вид горобцеподібних птахів родини Stenostiridae.

## Поширення
Вид поширений в Південній та Південно-Східній Азії від Пакистану до лінії Воллеса.

## Опис
Дрібний птах, 12-13 см завдовжки. Голова та горло сірі. Спина, крила та хвіст оливкового забарвлення. Черево яскраво-жовте. Дзьоб тонкий на кінчику, але широкий і плоский біля основи.

## Спосіб життя
Живе у гірських дощових лісах. Взимку спускається в долину. Живиться комахами та іншими дрібними безхребетними. Розмножується у квітні-червні. Гніздо з моху і трави, яке будує самиця, розташовується серед можу на дереві або скелі. У гнізді 3-4 яйця.